# لیندسی کروس
لیندسی کروس (انگلیسی: Lindsay Crouse) (زادهٔ ۱۲ مهٔ ۱۹۴۸) یک هنرپیشه اهل ایالات متحده آمریکا است.
از فیلم‌ها یا برنامه‌های تلویزیونی که وی در آن نقش داشته‌است می‌توان به مکان‌هایی در قلب، همه مردان رئیس‌جمهور، آقای بروکس اشاره کرد.

## فیلم‌شناسی
فهرست برخی از فیلم‌هایی که لیندسی کروس در آنها به ایفای نقش پرداخته‌است:
- مکان‌هایی در قلب
- نفوذی
- همه مردان رئیس‌جمهور
- آقای بروکس
- انسان
- ورود
- هیئت منصفه
- خانه بازی‌ها
- گرامی داشتن